# Kensal (Dakota del Norte)
Kensal es una ciudad ubicada en el condado de Stutsman en el estado estadounidense de Dakota del Norte. En el censo de 2010 tenía una población de 163 habitantes y una densidad poblacional de 104,02 personas por km².

## Geografía
Kensal se encuentra ubicada en las coordenadas 47°18′0″N 98°43′56″O / 47.30000, -98.73222. Según la Oficina del Censo de los Estados Unidos, Kensal tiene una superficie total de 1.57 km², de la cual 1.57 km² corresponden a tierra firme y (0%) 0 km² es agua.

## Demografía
Según el censo de 2010, había 163 personas residiendo en Kensal. La densidad de población era de 104,02 hab./km². De los 163 habitantes, Kensal estaba compuesto por el 100% blancos, el 0% eran afroamericanos, el 0% eran amerindios, el 0% eran asiáticos, el 0% eran isleños del Pacífico, el 0% eran de otras razas y el 0% pertenecían a dos o más razas. Del total de la población el 0% eran hispanos o latinos de cualquier raza.